# Farkas Dezső
Farkas Dezső (Marcali, 1988. október 2. –) magyar üzletember és politikus, az IRÁNY – a Jövő Pártja elnöke, korábban a TISZA Párt operatív vezetője. és a TISZA Szigetek vezetője 

## Élete és tanulmányai
Farkas Dezső gyermekkorát Vörsön, a Kis-Balaton térségében töltötte. Általános iskolai tanulmányait Balatonszentgyörgyön végezte, középiskolai tanulmányait pedig Keszthelyen a Vajda János Gimnázium speciális matematika irányán, majd Zalaegerszegen a Zrínyi Miklós Gimnáziumban folytatta,[forrás?] szintén matematika tagozaton. Érettségi után a Budapesti Corvinus Egyetem Közgazdaságtudományi Karán tanult , ahol Alkalmazott Közgazdaságtan alapszakon, majd Pénzügy mesterszakon végzett. Egyetemi évei alatt Köztársasági ösztöndíjat kapott. 2020-ban MBA képzést kezdett a Babson College-en, amelyet 2022-ben summa cum laude eredménnyel végzett el, és tagja lett a Beta Gamma Sigma nemzetközi üzleti társaságnak.

## Üzleti karrier
Farkas Dezső karrierjét részvénypiaci elemzőként kezdte a Portfolio.hu-nál,[forrás?] majd az MKB Banknál dolgozott a  Bankárképző Mentorprogram keretében.[forrás?] Később mikrovállalkozás tulajdonosa lett,[forrás?] majd 2016-ban az Innosmart Kft. ügyvezetője lett. 2016-ban csatlakozott az &U Magazinhoz, amely Magyarország első olyan nyomtatott magazinja volt, amely applikáción keresztül a címlapon videót jelenített meg.[forrás?] 2017-ben tulajdonrészét eladta. Ugyanebben az évben a Granum Kft. társtulajdonosaként megalapította a Cégjelző Kft.-t , amely egy beépíthető céginformációs szoftverszolgáltatást fejlesztett ki, és elnyerte az „Év technológiai megoldása” díjat. Tulajdonrészét 2020-ban értékesítette. 2022-ben az Okos Doboz országos oktatási platform menedzsereként dolgozott., majd 2024-ben a Future FM Zrt. igazgatósági tagja volt 2025 januárjáig

## Politikai tevékenység
2024 márciusában csatlakozott a Talpra Magyarok Mozgalomhoz, majd a TISZA Párt operatív vezetője lett  ahol az országjárást és a kampányt irányította. A kampány után tisztázatlan körülmények között távozott a TISZA Párttól, majd 2025 februárjában a TISZA Szigetek vezetője lett, ahonnan 2025 márciusában távozott. Ezt követően bejelentette egy új politikai közösség], az IRÁNY – a Jövő Pártja megalapítását, amelynek jelenleg is elnöke.

## Sportpályafutás
Farkas Dezső futballkarrierjét balatonszentgyörgyi serdülő és ifjúsági csapatokban kezdte, majd a Keszthely NB2-es felnőtt és ifjúsági csapatában játszott, ahol ifjúsági bajnoki címet nyertek.[forrás?] 16 évesen a Zalaegerszegi TE U-19 csapatában játszott, amely NB1 harmadik helyezést ért el. Később futsalban folytatta pályafutását, először az NB2-es ELTE csapatában,[forrás?] ahol gólkirályi címet szerzett, majd a Vasas futsalcsapatában játszott, amelynek tagjaként NB2-es bajnoki címet nyert, és az NB1-ben mesterhármassal debütált. Futsal pályafutását 27 éves korában fejezte be a Vasas csapat megszűnésével.

## Civil és közéleti tevékenységek
2011-ben az egyetemen megalapította a K-Kari Napok rendezvénysorozatot, amelyből 2014-ben a Jövőt Építők Generációja diákszervezet, majd 2015-ben a Jövőt Építők Generációja Egyesület alakult meg, amelynek azóta is elnöke. Tagja a Mensa HungarIQa és a Beta Gamma Sigma szervezeteknek.

## Elismerések és előadások
- 2013-ban TEDxYouth előadást tartott: Rosszkor születtünk? YouTube
- 2017-ben TEDxDanubia előadást tartott: Generációk és a siker. YouTube
- 2015-ben beválasztották az „ 50 tehetséges magyar fiatal” programba.
- 2016-ban Templeton Fellow. YouTube lett, amely a legtehetségesebb magyar fiatalokat tömörítő program.
- 2017-ben az Év Fiatal Menedzsere díj nonprofit szektor kategóriájában 2. helyezést ért el a Jövőt Építők Generációja Egyesülettel.
- 2021-ben megnyerte a Wekerle Sándor Kárpát-medencei Junior díjat.